# 스트레인저 (2001년 인도 영화)
스트레인저(Ajnabee, Stranger)는 인도에서 제작된 압바스-마스탄 감독의 2001년 스릴러, 범죄, 미스터리 영화이다. 악쉐이 쿠마르 등이 주연으로 출연하였다.

## 출연

### 주연
- 악쉐이 쿠마르
- 카리나 카푸르
- 비파샤 바수

### 조연
- 바비 데올
- 샤랫 사세나